# Ісламський музей (Єрусалим)
Ісламський музей Єрусали́му (івр. מוזיאון האסלאם; араб. المتحف الإسلامي) — музей на Храмовій горі в Старому місті Єрусалиму. Демонструються експонати з десяти століть ісламської історії, що охоплює кілька мусульманських регіонів. Музей займає південно-західний кут мечеті Аль-Акса.
Будівлю спочатку збудували тамплієри, які використовували її як додаток до своєї постійної штаб-квартири в колишній мечеті Аль-Акса. Після відвоювання Єрусалиму мусульмани мечеть відновили в 1194 році. Додаткова будівля слугувала актовим залом для школи Фаджр ад-Дін, медресе, побудованого аль-Мансуром Калавуном у 1282 році в епоху мамлюків.
Музей заснований Вищою мусульманською радою в 1922 році і є одним із найстаріших музеїв Єрусалиму. Фінансується урядом Йорданії. Шадія Юсеф Тукан був головним планувальником. Хадер Саламе — головний куратор музею.